# Valmore Rodríguez (paroisse civile)
Pour les articles homonymes, voir Valmore Rodríguez.
Valmore Rodríguez est l'une des quatre paroisses civiles de la municipalité de Sucre dans l'État de Trujillo au Venezuela. Sa capitale est Valmore Rodríguez.